# Gloria Hernández
Gloria Hernández (Ciudad de Guatemala, Guatemala, 13 de octubre de 1960) es una escritora, poeta, investigadora y catedrática guatemalteca. Forma parte de la Academia Guatemalteca de la Lengua (que pertenece a la Real Academia Española) desde 2017 y ostenta el cargo de Tesorera de dicha asociación desde el 2 de febrero de 2021. Reconocida con el Premio Nacional de Literatura de Guatemala en 2022. Autora de alrededor de 30 libros publicados en los géneros de poesía, ensayo, cuento y literatura para niños.

## Biografía
Su acercamiento con la lectura empezó a temprana edad, con tres libros que le regaló su padre cuando estaba aprendiendo a leer: Don Quijote de La Mancha para niños, Las aventuras de Alicia en el país de las maravillas y Las mil y una noches. Inició su educación primaria en una escuela católica; desde niña tenía el hábito de contar historias a sus compañeras, situación que incomodaba al personal de la escuela. Una de sus maestras le recomendó que en lugar de narrarlas como historias personales, escribiera las historias en sus cuadernos; cada que llenaba un cuaderno, se lo entregaba a su maestra y ella le daba uno nuevo. Posteriormente, continuó con la costumbre de seguir escribiendo y conseguir sus propios cuadernos. En la secundaria, otra maestra reanudó su interés por la literatura. En ese momento, Hernández enfrentaba momentos difíciles, sobre todo se cuestionaba su futuro ya que durante ese periodo ocurría la guerra civil de Guatemala e iniciar sus estudios universitarios era riesgoso. Su padre, abogado y economista estuvo relacionado con el movimiento intelectual en la época de la guerra por lo que en su casa tuvo acceso a libros de Camus, Sartre, Kafka, entre otros idealistas.

## Trayectoria
Hernández es licenciada en Letras por la Universidad de San Carlos de Guatemala, y maestra en Literatura Hispanoamericana por la Universidad Rafael Landívar. Desde 1993 ha participado en la traducción jurada para diferentes entidades incluyendo trabajos técnicos, literarios, ensayos, biografías, tesis científicas y memorias. Se ha desempeñado como catedrática universitaria en las áreas de Español, Literatura y Filosofía; en Estados Unidos y Latinoamérica ha sido catedrática de los departamentos de Letras y Filosofía de varias universidades; directora de talleres de Escritura Creativa y Literatura Infantil en Guatemala, El Salvador, Honduras y Estados Unidos; integrante del consejo editorial de la revista La Ermita durante quince años; del Consejo Asesor para las Letras del Ministerio de Cultura y Deportes; y de la Asociación Guatemalteca de Literatura Infantil y Juvenil.
En 1997 empezó a colaborar como autora de libros de texto para Editorial Norma; como parte de su trabajo en la editorial  se le solicitaba que los fundamentos se basaran en la literatura infantil guatemalteca. Hernández decidió completar esos libros de texto con sus propias creaciones, y así fue como incursionó en ese género. Se preparaba leyendo sobre otros autores de literatura infantil en Latinoamérica. Fue en esta época, alrededor del año 2000 cuando comenzó sus propios talleres de creación literaria con diferentes grupos; incluso a nivel internacional, por ejemplo, en Estados Unidos en la Universidad de Denver, en México y en otros países latinoamericanos. Hernández también ha residido fuera de Guatemala en distintas ocasiones, lo que la ha llevado a explorar otras manifestaciones de arte, como la pintura y la música, en Estados Unidos, Inglaterra y Argentina.
Al principio, le interesó escribir poesía pero sus primeros textos no lograron convencer, así que optó por convertir sus poemas en cuentos. De esta manera, surge su libro Sin señal de perdón. Años después, cuando ya era conocida por sus publicaciones infantiles, se animó a compartir algunos poemas que guardaba en un cuaderno, obteniendo el visto bueno  y en 2015 se publicaron en el libro La Sagrada Familia. Desde 2004, ha realizado publicaciones con Alfaguara Infantil y colaboró con la escritora Frieda Morales Barco para esta última editorial y para Tipografía Nacional de Guatemala. 
Hernández fue coautora y diseñadora del Programa Nacional de Lectura para el Ministerio de Educación de Guatemala, durante el periodo de 2008 a 2011, este proyecto incluyó la autoría y compilación de 35 libros de literatura infantil, agrupados en cinco series: tradición oral, poesía, teatro, cuento y mitos y leyendas. Su obra El canto de dos ríos (2022), la cual es una mezcla de poemas y cuentos para niños, es su primera obra traducida al kaqchikel. Tuvo la opción de traducirlo al inglés, pero prefirió esta traducción pensando en los niños guatemaltecos que podrían acceder a dicha obra.

## Obras
Es autora de obras narrativas, ensayo, teatro, literatura infantil y poesía. Sus cuentos y ensayos han aparecido en revistas literarias y académicas, como La Ermita, Abrapalabra, Nagari Magazine, Cultura de la Universidad Rafael Landívar; Letras del Instituto Estudios de la Literatura Nacional de la Universidad de San Carlos; Ístmica de la Facultad de Humanidades de la Universidad de Costa Rica y Errancia de la Facultad de Filosofía y Letras de la Universidad Nacional Autónoma de México; algunas de sus obras son:

### Poesía
- Festival, 2014.
- La Sagrada Familia, 2015.
- El canto de dos ríos (poesía y cuento), 2022.

### Cuento
- Y se murieron los niños, 1998.
- Ir perdiendo, 2008.
- Lugar secreto, 2009.
- Leyendas de la luna, 2013.
- Sin señal de perdón, 2015.
- Pajaroflor, 2018.
- Reloj sin manecillas (cuentos reunidos 2002-2022), 2022.

### Ensayo
- Los nuevos escritores y Augusto Monterroso, 2004.

### Novela
- Ojo mágico, 2010.

## Reconocimientos
- Premio Nacional de Literatura Miguel Ángel Asturias, 2022.